# Juan Núñez de Prado
Juan Núñez de Prado – wielki mistrz zakonu Calatrava w latach 1322–1355.
Był mistrzem wybranym nielegalnie w 1322 r., w wyniku buntu przeciwko prawowitemu wielkiemu mistrzowi, pomimo protestów cystersów z Morimond, duchowych opiekunów zakonu i samego papieża. Jego wybór zalegalizowano w 1329 r.
W 1355 r. król Kastylii Piotr I Okrutny oskarżył go o popieranie buntu przeciwko swojemu poprzednikowi Alfonsowi XI. Prawdziwą przyczyną była jednak bliska przyjaźń, jaka łączyła de Prado z Janem Alfonsem Alburquerque, jednym z przywódców buntu przeciwko rządom Piotra Okrutnego, i królową Blanką de Bourbon, prześladowaną przez męża żoną króla. Mistrz został pojmany w rezydencji mistrzów Calatravy (las Casas Maestrales) w Almagro. Został ścięty z rozkazu króla na zamku Maqueda w Toledo.
Miał syna o tym samym imieniu, który zginął jeszcze przed śmiercią ojca, i drugiego Estebana, właściciela ziemskiego.